# Erebia victorialis
Erebia victorialis är en fjärilsart som beskrevs av Hans Fruhstorfer 1921. Erebia victorialis ingår i släktet Erebia och familjen praktfjärilar. Inga underarter finns listade i Catalogue of Life.